# Wolfgang Tertschek
Wolfgang Tertschek (* 1941 in Leipzig) ist ein ehemaliger deutscher Radsportler, der in der DDR aktiv war.

## Sportliche Laufbahn
Wolfgang Tertschek startete für den SC Rotation Leipzig, bei dem er auch mit dem Radsport begonnen hatte. Er bestritt ausschließlich Bahnrennen. Sein Trainer war der ehemalige Olympiasieger Ernst Ihbe. Tertschek wurde 1964 DDR-Meister im Tandemrennen mit seinem Partner Hans-Jürgen Klunker vom ASK Vorwärts Leipzig. Bei den Titelkämpfen der DDR-Bahnfahrer im Sprint wurde er Vize-Meister hinter Jürgen Geschke. Auf dem Tandem wurde er 1962 und 1965 jeweils nochmals Zweiter der Meisterschaft. 1964 stand er im Aufgebot der DDR-Mannschaft für die Ausscheidungsrennen zur Nominierung der gesamtdeutschen Mannschaft für die Olympischen Spiele in Tokio. Er konnte sich allerdings im Tandemrennen um den Olympiastartplatz mit seinem Partner Hans-Jürgen Klunker nicht durchsetzen. Beide unterlagen gegen Klaus Kobusch und Willi Fuggerer aus der Bundesrepublik.
Bei UCI-Bahn-Weltmeisterschaften startete er nicht, obwohl er zweimal für das Tandemrennen nominiert war, da die DDR-Mannschaft von 1962 bis 1964 auf Grund eines Beschlusses der NATO-Staaten (der als Reaktion auf den Bau der Berliner Mauer erfolgte) keine Visa für Reisen nach Westeuropa erhielt.
WolfgangTertschek beendete seine Laufbahn nach der Saison 1966.